# جواو فيكتور
جواو فيكتور (بالبرتغالية: João Victor de Albuquerque Bruno) (7 نوفمبر 1988 بأوليندا في البرازيل - ) هو لاعب كرة قدم برازيلي في مركز الوسط . شارك مع منتخب البرازيل تحت 17 سنة لكرة القدم ومنتخب البرازيل تحت 19 سنة لكرة القدم ‏. أما مع النوادي، فقد لعب مع أنورثوسيس فاماغوستا وريال مايوركا ونادي بونيودكور ونادي ساو كايتانو ونادي تريزه ونادي موجي ميريم ونادي ناوتيكو.

## وصلات خارجية
- جواو فيكتور على موقع قاعدة بيانات كرة القدم.إي يو (الإنجليزية)
- جواو فيكتور على موقع Soccerway.com (الإنجليزية)
- جواو فيكتور على موقع AS.com (الإسبانية)